# مارسيل دوبون
مارسيل دوبون (بالفرنسية: Marcel Dupont)‏ ولد بتاريخ 10 أكتوبر 1917 في بلجيكا، وتوفي في 6 مارس 2008، كان دراج بلجيكي في صنف سباق الدراجات على الطريق.

## وصلات خارجية
- الموقع الرسمي

## روابط خارجية
- مارسيل دوبون على موقع أرشيف الدراجات (الإنجليزية)
- مارسيل دوبون على موقع إحصائيات الدراجات الإحترافية (الإنجليزية)